# Убийство Анджея Тенчинского
«Убийство Анджея Тенчинского в церкви францисканцев в Кракове в 1461 году» (пол. Zabójstwo Andrzeja Tęczyńskiego w kościele franciszkanów w Krakowie w r. 1461) — картина польского художника Яна Матейко на исторический сюжет, созданная в 1879 году. Хранится в Национальном музее в Варшаве.
Матейко изобразил убийство краковского воеводы Анджея Тенчинского, которое произошло 16 июля 1461 года. Воевода зверски избил оружейника, и тогда его растерзала толпа горожан.